# Спортлото

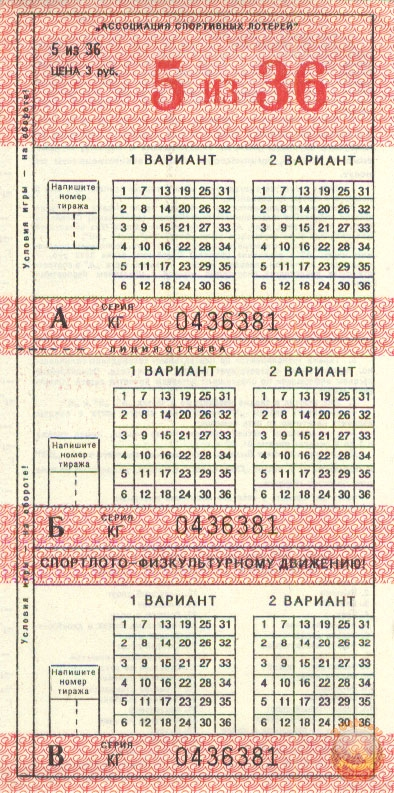
Лотерейный билет «5 из 36».

«Спортлото» — лотерейный бренд, объединяющий лотереи «Матчбол» (с февраля 2018 года заменила собой «Спортлото 6 из 49», последний тираж № 26480 «Спортлото 6 из 49» состоялся 31 января 2018 г), «Кено-Спортлото» и моментальные лотереи. А с 19 октября 2020 года были переименованы названия «Гослото „4 из 20“», «Гослото „5 из 36“», «Гослото „6 из 45“» и «Гослото „7 из 49“» на «Спортлото „4 из 20“», «Спортлото „5 из 36“», «Спортлото „6 из 45“» и «Спортлото „7 из 49“», соответственно. Позже вышла новая лотерея Большое Спортлото по формуле «5 из 50+2 (5 чисел в первом игровом поле и два числа от 1 до 10 во втором игровом поле)».
Лотерея была широко известна в СССР. Первый тираж лотереи «Спортлото» по формуле 6 из 49 прошёл 20 октября 1970 года.
Целевые отчисления от проведения лотереи будут направлены в бюджет Российской Федерации.

## История
Спортлото — государственная лотерея в СССР. После нескольких попыток Спорткомитет СССР наконец получает право на проведение спортивно-числовой лотереи «Спортлото» по формуле «6 из 49». Доходы должны направляться на развитие спорта. Первый тираж «Спортлото» состоялся 20 октября 1970 года в московском Центральном доме журналиста, прибыль от розыгрышей (половина средств от продажи билетов) тратилась на финансирование советского спорта. На тираж было продано 1,5 млн билетов. Участие в розыгрыше могли принять только жители Москвы, а один билет стоил 30 копеек. В розыгрыше участвовало полтора миллиона билетов. Победительницей оказалась москвичка Людмила Морозова, чья профессия (инженер-экономист) была непосредственно связана с числами. Её выигрыш составил 5 тыс. рублей, что было сравнимо со стоимостью нового автомобиля Москвич-408 или Москвич-412.
Лотерейный билет заполнялся вручную. В таблицах надо было зачеркнуть крестиками играющие числа. В 1971 году билеты «Спортлото» появились в Баку, Ереване, Одессе, Львове, Киеве, Таллине, Запорожье, Свердловске, Ростове-на-Дону и в Ленинграде. За первые 12 месяцев было продано 70 млн билетов. 20 октября 1973 года в продажу поступили билеты «Спортлото-2». Каждый билет участвовал сразу в двух тиражах, поэтому стоил 60 копеек. 10 января 1974 года розыгрыши лотерей «Спортлото» начали проводить на Первой программе ЦТ.
14 августа 1976 года после успеха лотереи «Спортлото 6 из 49» появилась и новая формула — «5 из 36», а «6 из 49» в январе 1986 года была преобразована в «6 из 45», что повысило вероятность выигрыша на 30 %. Каждый билет участвовал сразу в двух субботних тиражах. Доходы от проведения лотереи направлялись на финансирование Олимпиады-80. Организаторы «Спортлото» запустили моментальную лотерею «Спринт»; её целью также было финансирование Олимпиады-80. В «Спринте» разыгрывали не только деньги, но и дефицитные товары — машины и мотоциклы. Поэтому в первый же день розыгрыша у киосков «Спортлото» выстроились очереди, и к обеду было продано 2 млн билетов. В каждом тираже участвовало до 10 млн билетов, а порой и выше, что является абсолютным рекордом в истории советских лотерей, а в середине-конце 1980-х годов этот рекорд был перебит, когда порой принимало участие и свыше 30 млн билетов . Заметки, обсуждающие выигрышные стратегии, публиковались в периодике, например в журнале «Наука и жизнь». В годы СССР передача выходила в прямом эфире на Первой программе ЦТ, ведущая Татьяна Малышенко. В 1970-е годы розыгрыш «6 из 49» проводился по средам, а «5 из 36» — по субботам. В начале 1980-х годов оба розыгрыша стали проводиться по субботам, с середины 1980-х годов — по воскресеньям.
19 июля 1978 года проходит первый тираж «Международного олимпийского спортлото», билеты которого распространялись не только в СССР, но и в Польше, Чехословакии, Венгрии, Болгарии, ГДР. Среди призов — поездка на Олимпиаду-80, включающая проживание, питание и трансфер. В 1980 году в Москве проходят XXII летние Олимпийские игры. Лотереи «Спортлото» внесли значительный вклад в подготовку к Олимпиаде-80: более четверти всех затрат покрыли за счёт доходов от проведения лотерей.
В 1980-х годах на одном бланке билета было два независимых варианта, каждый из которых мог выиграть в тираже. Отрезная часть А оставалась у игрока, а части Б и В опускались в жёлтый ящик киоска «Спортлото». Билет стоил 60 копеек.
После распада СССР популярность «Спортлото» стала падать. В этот период появляется много частных лотерей, с которыми «Спортлото» сложно конкурировать. В 1990-е годы выходила на Второй программе ЦТ и РТВ/РТР (середина 1990-х годов) и на Первой программе ЦТ, 1-м канале Останкино и ОРТ (середина 1990-х годов).
Когда интерес к лотерее стал падать, для призёров, выигравших главный приз (10 тыс. руб.), был предоставлен дополнительный бонус — право на внеочередную покупку легкового автомобиля «Волга». Призёры, проживающие в сельской местности, могли по своему выбору приобрести вне очереди «Волгу» или советский внедорожник «Нива». В условиях дефицита легковых автомобилей в СССР это подогрело интерес к лотерее.
«Спортпрогноз» — спортивная лотерея, появившаяся во второй половине 1980-х годов, в которой надо было угадать исходы спортивных матчей. Это в чём-то было схоже с букмекерскими ставками. Пустой бланк стоил 2 копейки. Участие в лотерее оплачивалось при сдаче билета в киоск «Спортлото».
«Кено-спортлото» — эксперимент в системе «6 (+1 под названием льготный шар) из 56», начавшийся в 1990-х годах. После относительной непопулярности правила были изменены на существующие (отмечается от 1 до 10 чисел из 80, выигрыши имеют фиксированный размер).

## Олимпийская лотерея
В соответствии с заявочной книгой в поддержку XXII Олимпийских зимних игр и XI Паралимпийских зимних игр 2014 года в Сочи, Правительство Российской Федерации издало Распоряжение № 1318-р от 14.09.2009, на основании которого стали проводиться всероссийские государственные лотереи
Организатором лотерей являлось Министерство финансов Российской Федерации. Оператором — ООО «Спортлото».
ООО «Спортлото» также стало официальным партнёром Оргкомитета «Сочи 2014» и единственной лотерейной компанией в России, имеющей право на использование элементов олимпийской и паралимпийской символики.
В феврале 2011 года на рынок было поставлено 10 моментальных лотерей Спортлото: «Спортивный сезон», «Спорт без границ», «Русские игры», «Вперёд к победе», «Вершины успеха», «Быстрее, выше, сильнее!», «Весёлые старты», «Узоры на льду», «Праздник спорта», «Поехали!». Стоимость билетов варьировалась от 20 до 100 руб. Призовой фонд составлял более 50 %.
На билетах использовалась Олимпийская символика, а также символика «Сочи 2014».
В октябре 2011 года были проведены первые тиражи «Спортлото 6 из 49» и «Кено-Спортлото». «Спортлото 6 из 49» — лотерея по классической формуле, популярная ещё в СССР. Сейчас розыгрыши этой лотереи проводятся ежедневно, в 09:30, 15:30 и 21:30 по московскому времени. «Кено-Спортлото» — это числовая тиражная лотерея. На данный момент, тиражи проводятся каждые 15 минут, а максимальный выигрыш составляет 10 млн руб.
К моменту проведения Зимних Олимпийских игр в Сочи в феврале 2014 года в лотереях Спортлото приняло участие более 10 млн человек.

## Правила игры
Билеты приобретают в различных розничных точках продаж или на специализированных сайтах.
«Спортлото 6 из 49» ― возрождённая советская лотерея, для участия в которой достаточно заполнить игровой купон и оплатить лотерейную квитанцию. Цель игры — угадать от 3 до 6 чисел в одном игровом поле. Для участия в тираже нужно заполнить игровой купон и оплатить лотерейную квитанцию. В игровом купоне 6 полей. Минимальная лотерейная ставка «Спортлото 6 из 49» включает в себя 6 чисел в одном игровом поле и стоит 20 руб. Если участник выбирает от 6 до 17 чисел на игровом поле, такая ставка называется развёрнутой и включает в себя не одну, а несколько комбинаций из 6 чисел. Вероятность и сумма выигрыша по развёрнутой ставке существенно выше.
В игре есть дополнительный бонусный шар, который выдаёт лотерейное оборудование после формирования выигрышной комбинации из 6 чисел. Если его номер совпадает с одним из выбранных чисел в ставке участника тиража, в которой уже угадано 5 чисел, сумма выигрыша, начисленная участнику за 5 чисел, увеличится. Бонусный шар принадлежит к тому же комплекту шаров, что и основная игровая комбинация. Поэтому только в «Спортлото 6 из 49» возможны случаи, когда в одном билете 6 чисел могут оказаться угаданными 2 раза (точнее, 6 чисел выигрышной комбинации + комбинация «5 чисел + бонусный шар»).
«Кено-спортлото» — это числовая тиражная лотерея, которая проводится в режиме реального времени каждые 15 минут. В лотерее 42 категории с фиксированными выигрышами (от 60 руб. до 5 млн руб.) и суперприз — 10 млн руб. Участник заранее указывает, какое количество чисел (от 1 до 10 чисел) собирается угадывать. Минимальная стоимость билета составляет 60 руб. и от выбора варианта игры не зависит. Применение множителя увеличивает как стоимость билета, так и размер потенциального выигрыша. Самый большой выигрыш — 10 млн руб. — предусмотрен в том случае, если участник угадал 10 чисел из 10 с применением 10-кратного множителя. Для определения выигрышной комбинации используется генератор случайных чисел.
«Матчбол» — это числовая тиражная лотерея, которая проводится в прямом эфире каждый день в 20:00 по московскому времени. Стоимость одного билета — от 50 руб. Участник выбирает от 5 чисел из 50 в первом поле и от 1 числа из 11 во втором. Чтобы выиграть суперприз (от 10 млн руб.), необходимо угадать 5 чисел в первом поле и 1 число (так называемый «бонусный шар») во втором. В остальных 9 призовых категориях выигрывают билеты, где угаданы от двух чисел в первом поле или бонусный шар.

## Розыгрыш
Розыгрыш проводился раз в неделю, поначалу, как правило, в перерыве спортивной трансляции. Потом стал проводиться по воскресеньям. Лотерея проводилась сначала с помощью вертикального прямоугольного лототрона, затем при помощи электромеханического горизонтального барабанного лототрона, который приводился в движение путём снятия металлической спицы с ячейки номеров, после этого в лототроне вращались шары с номерами, которые затем один за другим попадали в жёлоб, определяя номера-победители. Последний шар останавливался в пластмассовой корзинке. В студии в некоторых выпусках стоял также механический лототрон, который вращали члены тиражной комиссии и определяли счастливые присланные телезрителями талончики, по адресам которых отправляли денежные призы в конверте.
В качестве музыкального сопровождения использовались мелодия Popcorn в исполнении ансамбля под управлением Мещерина и музыкальные композиции латвийской группы «Зодиак».
До февраля 2013 года использовалась особая нумерация каждого следующего тиража, где первые две цифры обозначали количество лет, которые прошли с 1990 года, вторые две цифры обозначали номер недели в текущем году, а последняя цифра — это день недели, в который проводится розыгрыш. С марта 2013-го используется сквозная нумерация тиражей.
При озвучивании дикторами выигрышных номеров во время телевизионной трансляции упоминались и виды спорта, которым эти номера были присвоены. Их сочетание было несколько различным для игр по формулам «5 из 36», «6 из 45» и «6 из 49».
| Номера видов спорта в лотерее «Спортлото» | Номера видов спорта в лотерее «Спортлото» | Номера видов спорта в лотерее «Спортлото» | Номера видов спорта в лотерее «Спортлото» |
| №, п/п.                                   | 6 из 49                                   | 6 из 45                                   | 5 из 36                                   |
| ----------------------------------------- | ----------------------------------------- | ----------------------------------------- | ----------------------------------------- |
| 1                                         | Авиаспорт                                 | Баскетбол                                 | Баскетбол                                 |
| 2                                         | Автоспорт                                 | Биатлон                                   | Биатлон                                   |
| 3                                         | Акробатика                                | Бобслей                                   | Бобслей                                   |
| 4                                         | Альпинизм                                 | Бокс                                      | Бокс                                      |
| 5                                         | Бадминтон                                 | Борьба вольная                            | Борьба вольная                            |
| 6                                         | Баскетбол                                 | Борьба дзюдо                              | Борьба дзюдо                              |
| 7                                         | Биатлон                                   | Борьба классическая                       | Борьба классическая                       |
| 8                                         | Бокс                                      | Велоспорт-трек                            | Велоспорт-трек                            |
| 9                                         | Борьба                                    | Велоспорт-шоссе                           | Велоспорт-шоссе                           |
| 10                                        | Буер                                      | Водное поло                               | Водное поло                               |
| 11                                        | Велоспорт                                 | Волейбол                                  | Волейбол                                  |
| 12                                        | Водно-моторный спорт                      | Гимнастика                                | Гимнастика                                |
| 13                                        | Воднолыжный спорт                         | Горнолыжный спорт                         | Горнолыжный спорт                         |
| 14                                        | Волейбол                                  | Гребля академическая                      | Гребля академическая                      |
| 15                                        | Водное поло                               | Гребля на байдарках и каноэ               | Гребля на байдарках и каноэ               |
| 16                                        | Гимнастика                                | Конный спорт                              | Конный спорт                              |
| 17                                        | Гимнастика художественная                 | Конькобежный спорт                        | Конькобежный спорт                        |
| 18                                        | Городки                                   | Легкая атлетика                           | Легкая атлетика                           |
| 19                                        | Гребля академическая                      | Лыжные гонки                              | Лыжные гонки                              |
| 20                                        | Байдарки и каноэ                          | Парусный спорт                            | Парусный спорт                            |
| 21                                        | Конный спорт                              | Плавание                                  | Плавание                                  |
| 22                                        | Коньки                                    | Прыжки в воду                             | Прыжки в воду                             |
| 23                                        | Лёгкая атлетика                           | Прыжки на лыжах и двоеборье               | Прыжки на лыжах и двоеборье               |
| 24                                        | Лыжи                                      | Ручной мяч                                | Ручной мяч                                |
| 25                                        | Лыжи — трамплин                           | Санный спорт                              | Санный спорт                              |
| 26                                        | Мотобол                                   | Современное пятиборье                     | Современное пятиборье                     |
| 27                                        | Мотоспорт                                 | Стрельба из лука                          | Стрельба из лука                          |
| 28                                        | Настольный теннис                         | Стрельба пулевая                          | Стрельба пулевая                          |
| 29                                        | Парашютный                                | Стрельба стендовая                        | Стрельба стендовая                        |
| 30                                        | Парусный спорт                            | Тяжелая атлетика                          | Тяжелая атлетика                          |
| 31                                        | Плавание                                  | Фехтование                                | Фехтование                                |
| 32                                        | Прыжки в воду                             | Фигурное катание                          | Фигурное катание                          |
| 33                                        | Регби                                     | Футбол                                    | Футбол                                    |
| 34                                        | Ручной мяч                                | Хоккей на траве                           | Хоккей на траве                           |
| 35                                        | Спидвэй                                   | Хоккей с шайбой                           | Хоккей с шайбой                           |
| 36                                        | Слалом                                    | Художественная гимнастика                 | Авиаспорт                                 |
| 37                                        | Стрельба                                  | Акробатика                                |                                           |
| 38                                        | Стрельба из лука                          | Альпинизм                                 |                                           |
| 39                                        | Самбо                                     | Бадминтон                                 |                                           |
| 40                                        | Туризм                                    | Городки                                   |                                           |
| 41                                        | Теннис                                    | Настольный теннис                         |                                           |
| 42                                        | Тяжелая атлетика                          | Теннис                                    |                                           |
| 43                                        | Фехтование                                | Туризм                                    |                                           |
| 44                                        | Фигурное катание                          | Шахматы                                   |                                           |
| 45                                        | Футбол                                    | Шашки                                     |                                           |
| 46                                        | Хоккей                                    |                                           |                                           |
| 47                                        | Хоккей с мячом                            |                                           |                                           |
| 48                                        | Шахматы                                   |                                           |                                           |
| 49                                        | Шашки                                     |                                           |                                           |

## Настоящее время
В настоящее время Спортлото — это игры «Спортлото 4 из 20», «Спортлото 5 из 36», «Спортлото 6 из 45», «Спортлото 6 из 49», «Спортлото 5 из 50+2 — Большое спортлото», «Кено-спортлото» (с тремя играми: первая игра — это столбец от 1 до 10, вторая игра — это числа от 1 до 80, третья игра — это выбор чётности: чётные, нечётные и поровну), а также 10 моментальных лотерей («Быстрее, выше, сильнее!», «Вершины успеха», «Весёлые старты», «Вперёд к победе», «Поехали!», «Праздник спорта», «Спорт без границ», «Спортивный сезон», «Узоры на льду»).
«Спортлото 6 из 49» — игра по классической формуле, розыгрыши которой с марта 2013 года проводятся три раза в день. Время начала тиражей — 9:30, 15:30 и 21:30 по Москве.
В 23113-м тираже «Спортлото 6 из 49», который состоялся 2 июня 2013 года, впервые в новейшей истории этой игры был разыгран суперприз. Его сумма составила 10 млн руб.. Второй по величине выигрыш достался победителю 23168-го распределительного тиража игры (26 апреля 2014 года), его сумма — 2,24 млн руб.
Моментальные бестиражные лотереи «Спортлото» доступны как в лотерейных киосках, так и онлайн, на сайте оператора ТД «Столото». Максимально возможный выигрыш на сегодня составляет 3 млн руб.
Спортлото — официальная лотерея XXII Олимпийских зимних игр и XI Паралимпийских зимних игр 2014 года в Сочи.
На основании Распоряжения Правительства Российской Федерации от 14.09.2009 № 1318-р ООО «Спортлото» является оператором государственных лотерей, проводимых в поддержку XXII Олимпийских зимних игр и XI Паралимпийских зимних игр 2014 года в Сочи. Организатор лотерей — Минфин России. Спортлото является единственной лотерейной компанией в России, имеющей право на использование элементов олимпийской символики.
Розыгрыши тиражей игры «Кено-спортлото» проводятся каждый день раз в 15 минут. Минимальная стоимость билета — 10 руб., является одной из самых низких среди государственных лотерей. Победная комбинация определяется генератором случайных чисел. Выигрыши фиксированы, от 20 руб. до 1 млн руб.
10 марта 2023, на фоне вторжения России на Украину, Спортлото и другие букмекерские конторы были включены в санкционный список Украины сроком на 50 лет.

## Выигрышная стратегия
В заметке «Психология Спортлото», опубликованной в журнале «Наука и жизнь» за 1980 год, № 1, обсуждалась стратегия, в которой предлагалось играть против толпы, то есть выбирать номера так, как их навряд ли выберет типичный игрок, например, расположенные в одной строке, столбике или по диагонали. Таким образом предлагалось понизить количество конкурентов в случае выигрыша.
Азартные игроки во всём мире используют математический аппарат (в частности, теорию вероятностей) в попытке создать выигрышную стратегию для числовых лотерей, к которым относятся Спортлото и популярная во всем мире лотерея Кено. Большинство из них основывается на многоуровневом анализе большой выборки результатов предыдущих тиражей (как, например, это предлагает делать Георг Гоулдман).

## «Спортлото» в культуре
Лотерея «Спортлото» неоднократно упоминалась в различных произведениях:
- В песне Владимира Высоцкого (пародирующей увлечение советских обывателей тематикой НЛО, Бермудского треугольника и пр.) пациенты «Канатчиковой дачи» (психиатрической больницы) в своём письме в редакцию телепередачи «Очевидное — невероятное» предупреждают:

… отвечайте нам, а то,

Если вы не отзовётесь —

Мы напишем в Спортлото!
Фраза «писать в Спортлото» стала крылатой.
- В 1982 году на экраны вышел фильм Леонида Гайдая «Спортлото-82», герои которого борются за право обладания билетом, на который попал крупный выигрыш, в котором зачёркнуты последовательно первые шесть номеров в двух вариантах. Указанная комбинация за реальную историю была повторена частично (1, 2, 3, 4).
- В 1982 году группа «Динамик» посвятила лотерее песню «Спортлото».

… Снова я рискую,

Но не сдамся ни за что!

Снова я рискую,

Я играю в Спортлото!
- В декабре 1977 года был записан 7-й концерт Александра Шеваловского с ансамблем «Обертон»:

Коль не везёт вам в лотерее, то в Спортлото вам точно повезёт.

Спортлото, играй везде, играй, не чертыхайся,

Знай, что шансов больше здесь с де́ньгами расстаться.

На то оно и Спортлото, игры азартней нету,

Знай, что деньги платишь ты — выигрывает кто-то.

Не зря четыре тиража на неделе каждой,

Тебя свалить, чтоб без ножа, знай, игрок отважный.

Добровольно, мирово платишь подоходный,

Играй, не думай про подвох — ты игрок доходный.

Если лоб как долото, или дуб с природы,

Играй же больше в Спортлото, жди своей погоды.
- Михаил Боярский — «Олимпийская шуточная»[17]:

Сказала ты, что должен я тебя забыть,
Что не спортсмена не полюбишь на за что.
И я, как Гамлет, мыслю - быть или не быть,
Ведь я играю только в "Спортлото".
- Верка Сердючка, песня «Всё будет хорошо»:

Жизнь — такое Спортлото!

Полюбила, да не то,

Выиграла в любви джекпот,

Присмотрелась — идиот!